# Mielenko (województwo kujawsko-pomorskie)
Mielenko – wieś w Polsce położona w województwie kujawsko-pomorskim, w powiecie mogileńskim, w gminie Mogilno, w odległości 9,7 km na zachód od siedziby gminy i powiatu.

## Krótki opis
Miejscowość o charakterze rolniczym, znajduje się tu także prywatna żwirownia oraz ośrodki agroturystyczne.

## Podział administracyjny
W latach 1975–1998 miejscowość administracyjnie należała do województwa bydgoskiego.

## Demografia
Według Narodowego Spisu Powszechnego (III 2011 r.) liczyła 75 mieszkańców. Jest 42. co do wielkości miejscowością gminy Mogilno.